# La natura dell'amore
La natura dell'amore (Simple comme Sylvain) è un film del 2023 scritto e diretto da Monia Chokri.

## Trama
La quarantenne Sophia, una professoressa di filosofia all'Università di Montréal, convive stabilmente da dieci anni con Xavier, anche lui cattedratico. L'incontro con Sylvain, il rustico falegname che i due hanno assunto per ristrutturare la loro baita in campagna, così lontano dalla sua classe sociale e bagaglio culturale, farà scoccare in lei la scintilla assopitasi nella monotona vita di coppia.

## Distribuzione
Il film è stato presentato in anteprima il 18 maggio 2023 nella sezione Un Certain Regard del 76º Festival di Cannes. È stato distribuito nelle sale cinematografiche italiane da Wanted Cinema a partire dal 14 febbraio 2024.

## Accoglienza

### Incassi
Il film ha incassato poco più di 2,4 milioni di dollari.

### Critica
Su Rotten Tomatoes il 92% delle 36 recensioni critiche è positivo, con un voto medio di 7.1/10; su Metacritic il voto medio di 9 critici è di 80/100.

## Riconoscimenti
- 2023 – Festival di Cannes
  - In concorso per il Premio Un Certain Regard
- 2024 – Premio César[6]
  - Miglior film straniero